# ショー・コスギ
ショー・コスギ（Sho Kosugi、1948年6月17日 - ）は、東京都港区出身のアクション映画俳優。
本名は小杉 正一（こすぎ しょういち）。英語・演技・武道を通して国際的な俳優・人格の育成をするショー・コスギ塾（Sho Kosugi Institute、略称：SKI）の塾長でもある（2012年閉校）。
長男のケイン・コスギ、次男のシェイン・コスギも俳優。次男のシェインはショー・コスギ塾日本校のスーパーバイザーも務める。

## 経歴
日本大学第三高等学校在学中、六大学野球に憧れていた。本人曰く「姉に早慶戦を観戦しに初めて連れて行ってもらった時、自分の後ろで慶應義塾大学を応援しているのを聞いていたら、自分の大学じゃないかと勘違いしてしまった」ことで、慶應義塾大学に入学することを強く望んだこともあり慶大を受験するが失敗。
日大三高卒業後、浪人して再度慶大を受験するが2年連続で失敗した。ショックの余り自宅近くの川で自殺をしようと決意した。当時19歳で感受性が豊か過ぎたこともあり「今まで一生懸命取り組んできたのだから、もう19年間で十分だ。」と自暴自棄になった。また本人曰く「両手足と首に重りを付けて川に飛び込もうと思った。そのためには重りを付けるための縄が必要だった。（幸運にも）自宅の2軒隣が縄屋さんだったこともあり、そこから両手足と首に重りを付けるために夜中縄を数本拝借した（本人曰く、死んだらお返ししようと思っていた）。そうして、川に飛び込めば簡単に死ねると思っていた」。しかし、自殺を実行する直前姉から「もしかしたら、お前は外国で成功するのではないか」と言われ、姉に片道航空券を買ってもらい、また現金120ドル（当時1ドル360円なので「43200円」）を手渡され単身渡米。　
渡米先では、1日5つのアルバイトをしながら（その当時お金がないこともあり1日20時間アルバイトをしていた）、学業と空手（神道自然流）のトレーニングに励む。大学在学中に仲間と最初は同好会、次に部を作り上手くいったこともあり、空手道場を開いた（当時お金に困っていたが、空手を教えるのならば1人当たり10ドル［当時の金額で3600円］支払うと言われ、藁にも縋る気持ちで始めた）。全米各地、メキシコ、カナダの空手大会に参加して各地で優勝（獲得したトロフィーは合計で663個）。圧倒的な強さで名前が知れ渡り、空手道場は繁盛したという。
「アメリカで俳優として成功したい」という夢を叶えようと多数のオーディションに参加するが、ネイティブの英語が話せない言葉の壁で下積み生活を余儀なくされる。時には「水だけの生活」を強いられた事もあった。
敵役の忍者ハセガワとして参加した1981年公開の『燃えよNINJA』で、滝壺に飛び落ちる危険なシーンを見事にこなしたことが評価され、以降の作品では武術指導を兼ねて主役に抜擢される。主役を務めたニンジャ・シリーズは日本未公開が多いため日本ではあまり知られていないが、全米各地でニンジャ・ブームが起きるほど話題を呼び、日本人として初めてアメリカのアクション俳優スターの仲間入りを果たした。
1990年公開の『兜 KABUTO』では、主演と共にプロデューサーも担当し、以降の作品ではプロデュース・脚本・演出など幅広く活動するようになる。
1994年に『忍者戦隊カクレンジャー』の28話、29話でゲスト出演。息子のケイン・コスギと親子出演をした。キレのあるアクションを人情を絡めて披露したこの回はカクレンジャーの中でも特に人気の高いエピソードの一つとして知られている。
1998年にハリウッドでショー・コスギ塾を開いてからは、日本各地に塾を展開している。
息子のケイン・コスギが独立した時、激怒してケインに勘当を言い渡したことは良く知られている。2007年4月3日の『ズバリ言うわよ!スペシャル』（TBS系）にゲスト出演した際、ショー・コスギが語ったところによれば、勘当した最大の原因はケインが独立時にショーの弟子の一人を無断で引き抜いたことであった。
2008年オリジナルのエクササイズ楽曲である『ショー・コスギのレッツ!タオルサイズ!』（制作：BIRAI）を発売。PVでは従来の厳格なイメージからは想像出来ないほど様々なキャラクターを演じている。作曲にはキャッツアイなどで知られる小田裕一郎が携わった。

## 主な出演作品

### 映画
- 秘録ブルース･リー物語 아메리카訪問客 Visitor of America （1976年） - スズキ
- がんばれ!ベアーズ大旋風 -日本遠征- The Bad News Bears Go to Japan （1978年) - 空手家
- 燃えよNINJA Enter the Ninja （1981年） - ハセガワ
- ニンジャII/修羅ノ章 Revenge of the Ninja （1983年） - 主演・チョウ・オオサキ 兼 擬斗
- ニンジャ Ninja III: The Domination （1984年） - 主演・ゴロウ・ヤマダ 兼 擬斗
- デス・オブ・ニンジャ/地獄の激戦 9 Deaths of the Ninja （1986年） - 主演・スパイク忍 兼 擬斗
- ザ・ニンジャ/復讐の誓い Pray for Death （1985年） - 主演・アキラ・サイトー 兼 擬斗
- ショー・コスギ'88/復讐遊戯 Rage of Honor （1987年） - 主演・シロウ・タナカ 兼 擬斗 兼 特殊武器考案
- ブラック・イーグル Black Eagle （1988年） - 主演・ケン・タニ 兼 擬斗
  - ブレイク前のジャン＝クロード・ヴァンダムが敵役として出演
- アロハ・サマー Aloha Summer （1988年） - ユキナガ・コニシ ※特別出演 兼 特別剣道指導
- ブラインド・フューリー Blind Fury （1989年） - 殺し屋 ※特別出演
  - ルトガー・ハウアー主演
- 兜 KABUTO Journey of Honor （1991年） 主演・前田大五郎 兼 原案 兼 製作
- 極東黒社会 DRUG CONNECTION （1993年） - ラリー・マツダ
- ニンジャ・アサシン Ninja Assassin （2009年） - 役小角

### テレビドラマ
- 忍者ジョン&マックス The Master （1984年、NBC、テレビ東京） - オカサ 兼 主演・忍者ジョンのダブル 兼 擬斗
- 琉球の風 DRAGON SPIRIT 第1-6、9、11-13話 （1993年、NHK総合） - 震天風
- ウルトラマンパワード 第1話 （1993年） - ウルトラマンパワードの声（日本語吹き替え版）
- 忍者戦隊カクレンジャー 第28、29話 （1994年、テレビ朝日） - ガリ ※ゲスト出演
- 聖龍伝説 LEGEND of St. DRAGON 第7話 （1996年、日本テレビ） - 仙道修作 ※特別出演

### テレビその他
- WIDE SHOW 11 PM 「USA最新情報! 忍者ブーム・日本上陸 ! 100万ドルスター: ショー・コスギ見参!!」(1987年03月17日、読売テレビ)[1]
- Sho Kosugi Self-Defense and Ninjaerobics (1996年3月16日 - 1998年、ICN)
- マダムんむん (1999年4月22日、TBS系列局)
- スポーツマンNo.1決定戦 芸能人サバイバルバトル XVI (2000年3月24日、TBS系列局)
- 筋肉精鋭 (2000年7月26日、2000年8月9日、2000年10月18日、TBS系列局)
- それでも,ニッポンが好き! (2000年12月23日)
- 虎ノ門 （2001年09月21日、司会、テレビ朝日）
- いつでもどこでも!ショー・コスギのタオルエクササイズ （2006年12月 - 2007年2月、NHK教育）
- 生活ほっともっと知りたい (2007年1月11日、NHK総合)
- ズバリ言うわよ! (2007年4月3日、2007年4月24日、TBS系列局)

### CM
- ホンダ・CBR1000F Honda Hurricane - "Hiding Ninja" （1986年） - 主演・忍者[2]

## 主な監督作品

### 映画
- ザ・格闘王（1994年）（東映Vシネマ）
- ザ・格闘王2（1994年）（東映Vシネマ）

## 著書
ノンフィクション (本)
- 『ショー・コスギ アメリカンドリームを実現した男』（1990年）, ISBN 978-4-5280003-5-3
- 『アメリカンサバイバル』（1993年）, ISBN 978-4-0620627-7-0
- 『ショー・コスギの運を掴む』（1994年）, ISBN 978-4-0620714-0-6
- 『ショー・コスギのニンジャ式人生必勝法』（1996年）, ISBN 978-4-8873700-0-5
- 『メイク・ドリームズ・カム・トゥルー』（1997年）, ISBN 978-4-8728450-0-6
- 『ぼくの英語武者修行　頭はいらない！英会話』（1998年）, ISBN 978-4-0626369-3-3
- 『最強の男ケイン・コスギになる43の秘策』（2000年）, ISBN 978-4-0621032-7-5
- 『ハリウッド・シネマ英語道場　努力はいらない！英会話』（2000年）, ISBN 978-4-0626480-5-9
- 『子供をたくましく育てる本物の「躾」 How To Raise A Child』（2001年）, ISBN 978-4-8284093-9-9
- 『ＮＨＫまる得マガジン いつでもどこでも！ショ－・コスギのタオルエクササイズ』（2006年）, ISBN 978-4-14-827154-6

小説 (英語)
- 『Yin-Yang Code: The Drums of Tenkai-Bo』（2017年）, ISBN 978-0-9990698-5-1 [3]
- 『Yin-Yang Code: Shadow of Tenkai-Bo』（2018年）, ISBN 978-0-9995121-4-2